# El Ojite, Tamaulipas
El Ojite är en ort i Mexiko.   Den ligger i kommunen Aldama och delstaten Tamaulipas, i den östra delen av landet, 400 km norr om huvudstaden Mexico City. El Ojite ligger 4 meter över havet och antalet invånare är 132.
Terrängen runt El Ojite är platt. Havet är nära El Ojite åt sydost.  Närmaste större samhälle är Morón, 0,94 km öster om El Ojite. 